# Lissoclinum vareau
Lissoclinum vareau is een zakpijpensoort uit de familie van de Didemnidae. De wetenschappelijke naam van de soort werd in 1987 voor het eerst geldig gepubliceerd door Claude en Françoise Monniot.